# Bradenton
Bradenton is een plaats (city) in de Amerikaanse staat Florida, en valt bestuurlijk gezien onder Manatee County.

## Demografie
Bij de volkstelling in 2000 werd het aantal inwoners vastgesteld op 49.504.
In 2006 is het aantal inwoners door het United States Census Bureau geschat op 53.662.

## Geografie
Volgens het United States Census Bureau beslaat de plaats een oppervlakte van
37,4 km², waarvan 31,4 km² land en 6,0 km² water. Bradenton ligt op ongeveer 1 m boven zeeniveau.

## Geboren in Brandenton
- Pee Wee Ellis (1941-2021), muzikant